# 김도형 (배우)
김도형(1970년 1월 5일 ~ )은 대한민국의 연출가이자 가수이자 뮤지컬 배우이다.

## 학력
- 청주대학교 무용학과 졸업

## 연기 활동

### 영화
- 1997년 : 《미스터 콘돔》 … 아이들 역
- 2004년 : 《신부수업》 … 신학생 3 역
- 2005년 : 《태풍태양》 … 바울 역

### 공연
- 1996년 : 《겨울 나그네》
- 1997년 : 《명성황후》
- 1999년 : 《팔만대장경》
- 1999년 : 《넌센스 A- men》
- 2000년 : 《렌트》
- 2000년 : 《라이프》
- 2000년 : 《로마의 휴일》
- 2001년 : 《시카고》
- 2001년 : 《애수의 소야곡》
- 2001년 : 《키 스미 케이트》
- 2001년 : 《럭키루비》
- 2002년 : 《캬바레》
- 2002년 : 《몽유도원도》
- 2002년 : 《갬블러》
- 2003년 : 《토요일밤의 열기》
- 2004년 : 《루나틱》
- 2005년 : 《넌센스잼보리》
- 2006년 : 《페이스오프》
- 2007년 : 《비애로》
- 2007년 : 《홍동지놀이》
- 2009년 : 《재즈 루나틱》
- 2010년 : 《죠수미 콤플렉스》
- 2012년 : 《페이스오프》

## 음반
- 1992년 《독백》

## 수상
- 1991년 : KBS 대학가요축제 은상